# 提斯利月
| 提斯利月10日的赎罪日是犹太教最神圣的节日 |                                 |
| 月份                                     | 7月（犹太教曆） 1月（犹太国曆） |
| 天数                                     | 30                              |
| 季节                                     | 秋季                            |
| 对应公历                                 | 9－10月                         |

提斯利月（希伯來語：‎ 或 ‎, 现代 Tišre (Tišri), 提比里亚 Tišrê (Tišrî)，源于阿卡德语tašrītu，意为“开始”），又作提市黎月，是犹太国曆的岁首（一月），犹太教曆的七月，共有30天，相当于公曆9、10月间。
希伯来圣经中，巴比伦囚虏之前该月被称为以他念月（‎）
。

## 节日
- 1－2日：犹太新年
- 3日：基大利斋日（3日为安息日则顺延至4日）
- 10日：赎罪日
- 15－21日：住棚节（21日称为大和撒那日）
- 22日：圣会节与妥拉节